# Passiflora jilekii
Passiflora jilekii là một loài thực vật có hoa trong họ Lạc tiên. Loài này được Wawra mô tả khoa học đầu tiên năm 1863.